# Basauri
Basauri es una localidad y municipio de la provincia de Vizcaya, situada en la comarca del Gran Bilbao, en la comunidad autónoma del País Vasco, norte de España. Según el censo de 2023, cuenta con una población de 40 413 habitantes y una extensión de 7,16 km².

## Toponimia
El nombre Basauri significa 'población en el bosque'. Baso (raíz de basoa), 'bosque', y uri, (variación vizcaína de 'hiri'), 'población'. La única población de igual nombre que se conoce es la hoy llamada Bajauri (Basauri) en el Condado de Treviño.
Algunos topónimos (barrios o parajes) de Basauri son: Ariz, Arizgoiti, Arizgain y Arizbarren (Azbarren), Basozelai, Etxerre, Sarratu, Urbi, Bizkotxalde (Beaskoetxealde), Pozokoetxe, Pagobieta, Iruaretxeta, Artundoaga, Abaroa, Gaztañabaltza, Uriarte, Errekalde, Lapatza, Arteaga, Arteagagoitia, Uribarri, Kareaga (El Calero) y Bidebieta-Dos Caminos.

## Geografía
Basauri se halla situada en la comarca metropolitana del Gran Bilbao, a ambos lados del río Nervión y en el bajo valle de los ríos Nervión e Ibaizábal. Basauri surge en el punto en el que se unen los dos ríos más importantes de Vizcaya, formando una pequeña llanura fluvial sobre la que se han labrado una serie de meandros (zona limítrofe con Echévarri), hoy en día ocupados en su mayor parte por instalaciones industriales. Asimismo, en Basauri se unen los caminos que vienen de Orduña y Durango, siguiendo el cauce de los dos ríos. De aquí tomó un barrio su nombre, Bidebieta-Dos Caminos.
A partir de la zona fluvial en la que nació el municipio, el terreno se eleva progresivamente culminando en el monte Malmasín (361 m s. n. m.), de naturaleza arcillosa, ya en el término de Arrigorriaga. De hecho la ciudad se sitúa sobre la falda de dicho monte.
Limita al norte con Bilbao, Echévarri y Galdácano, al sur y al oeste con Arrigorriaga y al este con Galdácano y Zarátamo.
| Noroeste: Bilbao       | Norte: Echévarri  | Nordeste: Galdácano |
| Oeste: Arrigorriaga    |                   | Este: Zarátamo      |
| Suroeste: Arrigorriaga | Sur: Arrigorriaga | Sureste: Zarátamo   |

### Clima

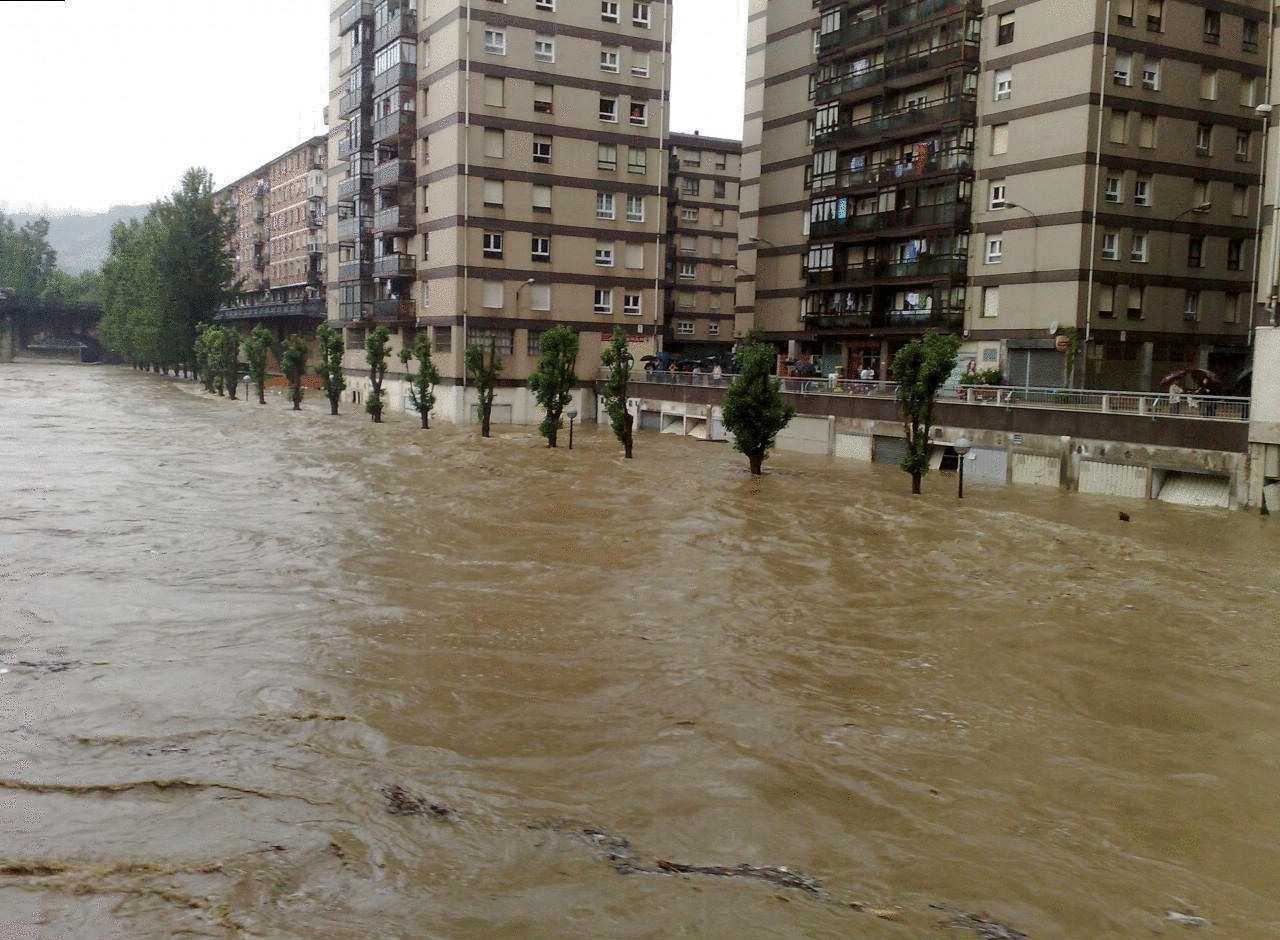
Inundaciones de Basauri en 2008, calle Fernando Barquín

Basauri se encuentra en una zona climática oceánica, templada y húmeda. Las precipitaciones están bien distribuidas durante todo el año, no existiendo ninguna estación especialmente seca. Las temperaturas son moderadas durante todo el año, siendo las oscilaciones térmicas pequeñas.
| Parámetros climáticos promedio de Basauri | Parámetros climáticos promedio de Basauri | Parámetros climáticos promedio de Basauri | Parámetros climáticos promedio de Basauri | Parámetros climáticos promedio de Basauri | Parámetros climáticos promedio de Basauri | Parámetros climáticos promedio de Basauri | Parámetros climáticos promedio de Basauri | Parámetros climáticos promedio de Basauri | Parámetros climáticos promedio de Basauri | Parámetros climáticos promedio de Basauri | Parámetros climáticos promedio de Basauri | Parámetros climáticos promedio de Basauri | Parámetros climáticos promedio de Basauri |
| Mes                                       | Ene.                                      | Feb.                                      | Mar.                                      | Abr.                                      | May.                                      | Jun.                                      | Jul.                                      | Ago.                                      | Sep.                                      | Oct.                                      | Nov.                                      | Dic.                                      | Anual                                     |
| ----------------------------------------- | ----------------------------------------- | ----------------------------------------- | ----------------------------------------- | ----------------------------------------- | ----------------------------------------- | ----------------------------------------- | ----------------------------------------- | ----------------------------------------- | ----------------------------------------- | ----------------------------------------- | ----------------------------------------- | ----------------------------------------- | ----------------------------------------- |
| Temp. máx. media (°C)                     | 13.2                                      | 14.5                                      | 15.9                                      | 16.8                                      | 20.1                                      | 22.6                                      | 25.2                                      | 25.5                                      | 24.4                                      | 20.8                                      | 16.4                                      | 14                                        | 20.3                                      |
| Temp. mín. media (°C)                     | 4.7                                       | 5.1                                       | 5.7                                       | 7.1                                       | 10.1                                      | 12.6                                      | 14.8                                      | 15.2                                      | 13.2                                      | 10.8                                      | 7.6                                       | 6                                         | 9                                         |
| Precipitación total (mm)                  | 126                                       | 97                                        | 94                                        | 124                                       | 90                                        | 64                                        | 62                                        | 82                                        | 74                                        | 121                                       | 141                                       | 116                                       | 1195                                      |
| Días de precipitaciones (≥ 1 mm)          | 13                                        | 11                                        | 11                                        | 13                                        | 12                                        | 8                                         | 7                                         | 8                                         | 9                                         | 11                                        | 12                                        | 12                                        | 128                                       |
| Horas de sol                              | 86                                        | 97                                        | 128                                       | 128                                       | 160                                       | 173                                       | 188                                       | 179                                       | 157                                       | 123                                       | 93                                        | 78                                        | 1584                                      |
| Humedad relativa (%)                      | 72                                        | 70                                        | 70                                        | 71                                        | 71                                        | 72                                        | 73                                        | 74                                        | 73                                        | 73                                        | 74                                        | 73                                        | 72                                        |
| Fuente: Agencia Estatal de Meteorología   |                                           |                                           |                                           |                                           |                                           |                                           |                                           |                                           |                                           |                                           |                                           |                                           |                                           |

## Historia

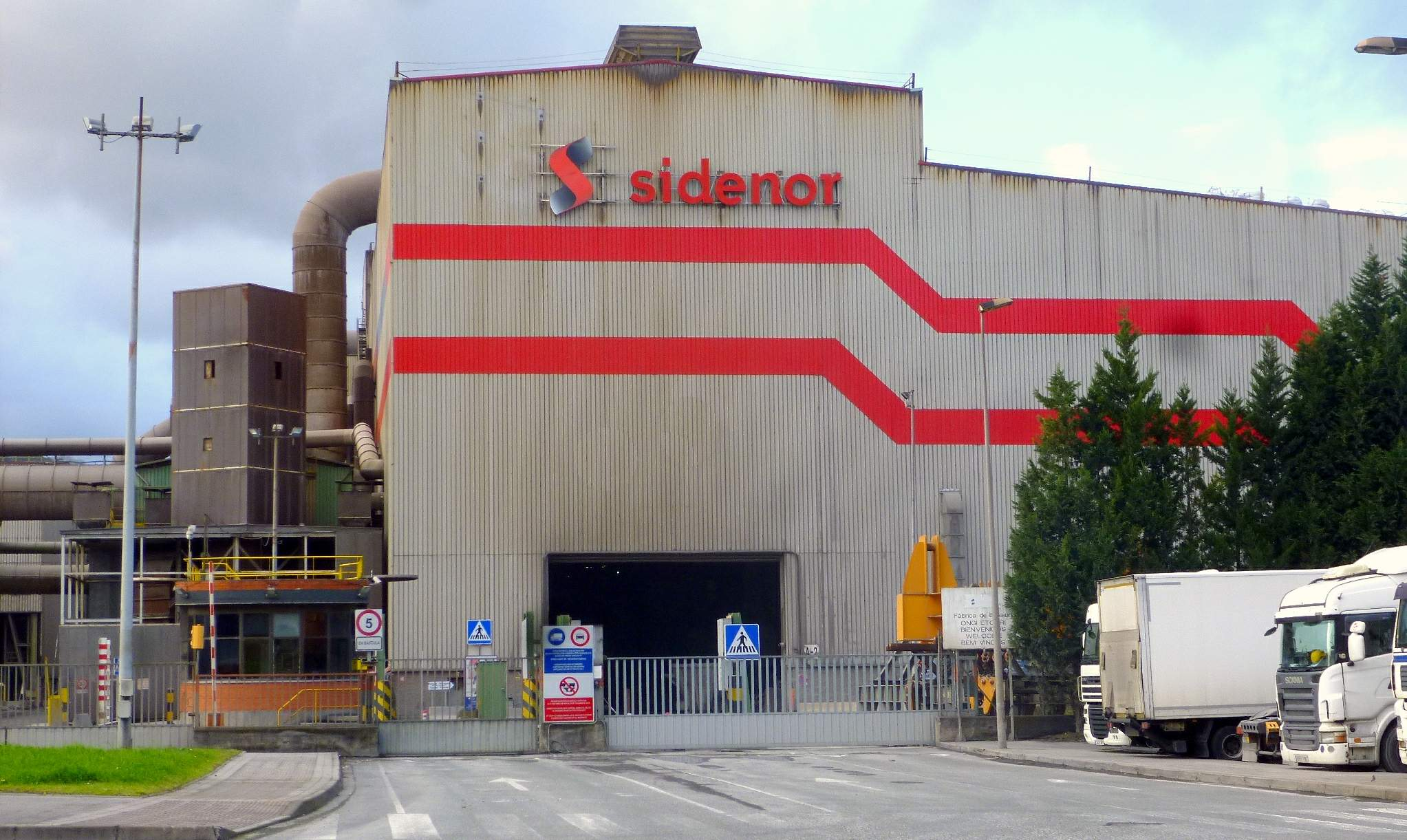
Planta de Sidenor en Basauri

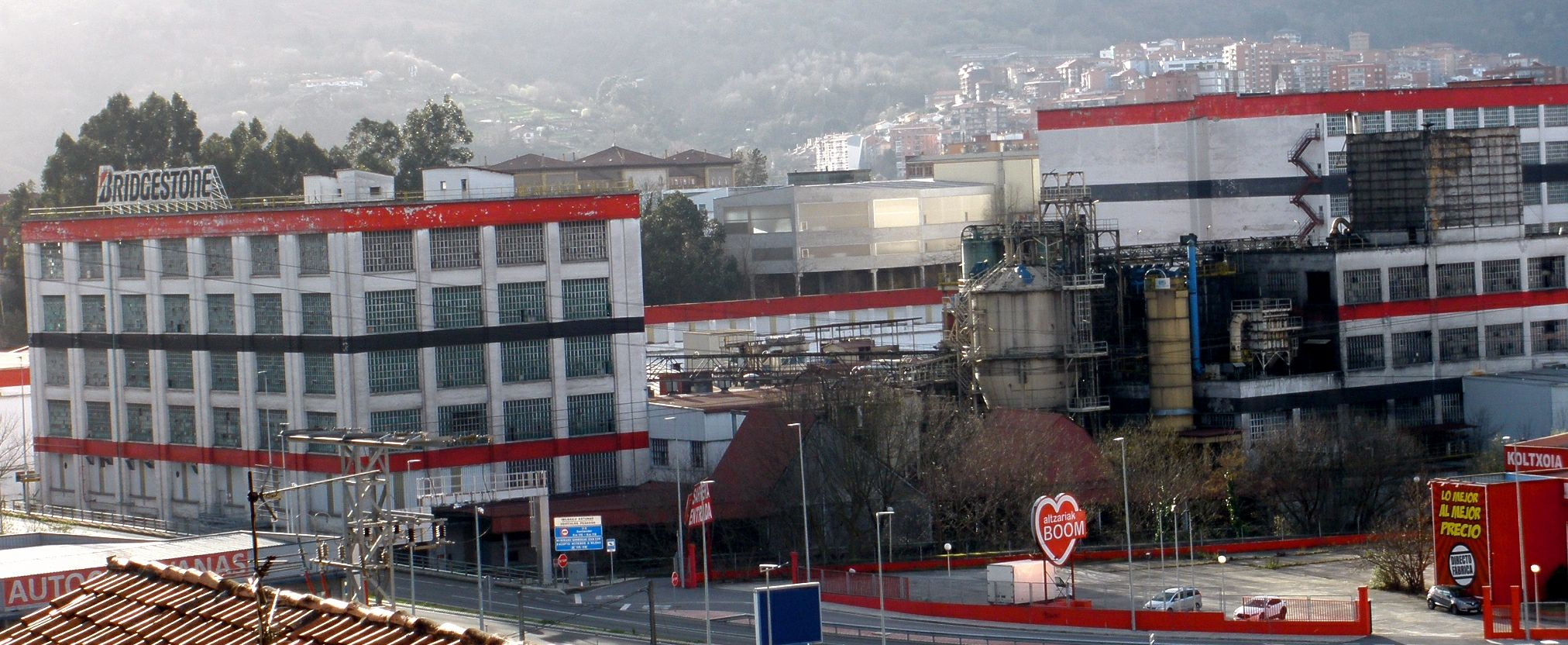
Fábrica de Bridgestone Hispania en Basauri

Basauri se independizó de Arrigorriaga en 1510 o, al menos, es la fecha que se toma como oficial al construirse la parroquia de San Miguel Arcángel, porque no existe ningún documento que verifique que en dicha fecha se celebrara ninguna reunión entre alcaldes de las dos localidades. A partir de entonces, la población pasó a denominarse Anteiglesia de San Miguel de Basauri. La desanexión de Basauri fue unilateral; no contó con la aprobación de Arrigorriaga ni tampoco obtuvo permiso de las Juntas Generales de Guernica para ocupar su asiento correspondiente en ellas, no consiguiéndolo hasta 1858. Desde entonces mantuvo el más importante núcleo poblacional y el ayuntamiento en el barrio de San Miguel de Basauri, hasta que en 1902 se aprobó el traslado del edificio consistorial a Arizgoiti, por ser éste barrio de población creciente y equidistante de los dos puntos más alejados del municipio: Finaga (San Miguel) y El Boquete (Zubialdea).
Basauri fue hasta finales del siglo XIX un pueblo eminentemente rural, hasta que en aquellas fechas llegó la fábrica Basconia y con ella la industrialización del municipio, que vio cómo en 50 años el pueblo pasaba de tener pocos miles de habitantes a tener 55 000 en 1978. Miles de familias de todas las regiones de España nutrieron Basauri de nuevas gentes y edificios, cambiando radicalmente su imagen y urbanismo.
La asociación cultural Ameba en colaboración con el Ayuntamiento de Basauri ha presentado dos documentales sobre la historia de Basauri creados por el periodista Jon Villapún Arbide (Basauri, 1984).
- La Basconia, el hierro que forjó el alma de un pueblo, trata sobre la historia de la fábrica que hizo llegar la población a casi 60 000 habitantes.
- Basauri, un pueblo de cine, que habla de la tradición cinematográfica de Basauri.

## Demografía
Basauri cuenta con una población de 40 388 habitantes (INE 2024).
| Gráfica de evolución demográfica de Basauri entre 1842 y 2021                                                       |
| |
| Población de derecho según los censos de población del INE Población de hecho según los censos de población del INE |

Varios elementos influyeron en el gran crecimiento experimentado por Basauri en el siglo XX. El ser nudo de comunicaciones representó un factor muy importante a tener en cuenta. Su cercanía con las minas de Ollargan, Morro y Miribilla, y las minas del Grupo Basauri-Galdakao, supuso un aumento de la población del municipio. También la conversión de los molinos en industria panadera contribuyó a este incremento. Pero el elemento que más contribuyó al desarrollo poblacional fue la instalación en 1892 de la primera gran industria, La Basconia.
El rápido crecimiento al que se vio sometido el municipio hizo que su población se multiplicara por 24,6 en el período 1900-1975. No obstante, los mayores aumentos de población se dieron a partir de los años cincuenta, con la instalación de nuevas industrias, suponiendo entre los años 1950 y 1960 un crecimiento demográfico del 97 %, que continuó en la siguiente década con un crecimiento del 80 %.
A partir del año 1984 comienza una disminución de población lenta, pero progresiva, si bien ya había descendido desde 1979, con la crisis industrial, año en el que se registró una población techo de 55 648 habitantes. Según el Instituto Nacional de Estadística, en 2020 la población de Basauri ascendía a 40 847 habitantes, 19 745 hombres y 21 102 mujeres. A efectos estadísticos se divide en tres distritos: Arizgoiti (34 417 habitantes), Elexalde (4394 habitantes) y Urbi (2036 habitantes).

### Transporte
Basauri está a un kilómetro de Bilbao. Esta proximidad ha determinado un buen sistema de comunicaciones que permite llegar a la capital provincial por la autopista A-8 y por la carretera Bilbao-Orduña, por el sur, y por la carretera San Sebastián-Santiago de Compostela N-634, por el norte.
En términos de ferrocarriles, Basauri es un nudo ferroviario importante como salida sur de Bilbao. Así, transcurren por él tres ferrocarriles (Metro Bilbao, ETS y Adif). Aun así, la diferencia competencial de estos operadores (provincial, autonómico y estatal) genera un esquema ferroviario en el que ninguno de ellos tiene conexiones, es decir, no hay intermodalidad alguna. Estos cercanías conectan Basauri con el área metropolitana de Bibao, así como con Orduña, Bermeo y San Sebastián (vía Durango). Contiene además el ramal de La Industrial a Azbarren.
| Línea                          | Estaciones                                                                            |
| ------------------------------ | ------------------------------------------------------------------------------------- |
| Bilbao - Orduña                | - Estación de Bidebieta-Basauri - Estación de Abaroa-San Miguel - Estación de Basauri |
| Matiko - Amara Matiko - Bermeo | - Estación de Ariz-Basauri                                                            |
| Kabiezes - Basauri             | - Estación de Ariz - Estación de Basauri                                              |

## Economía

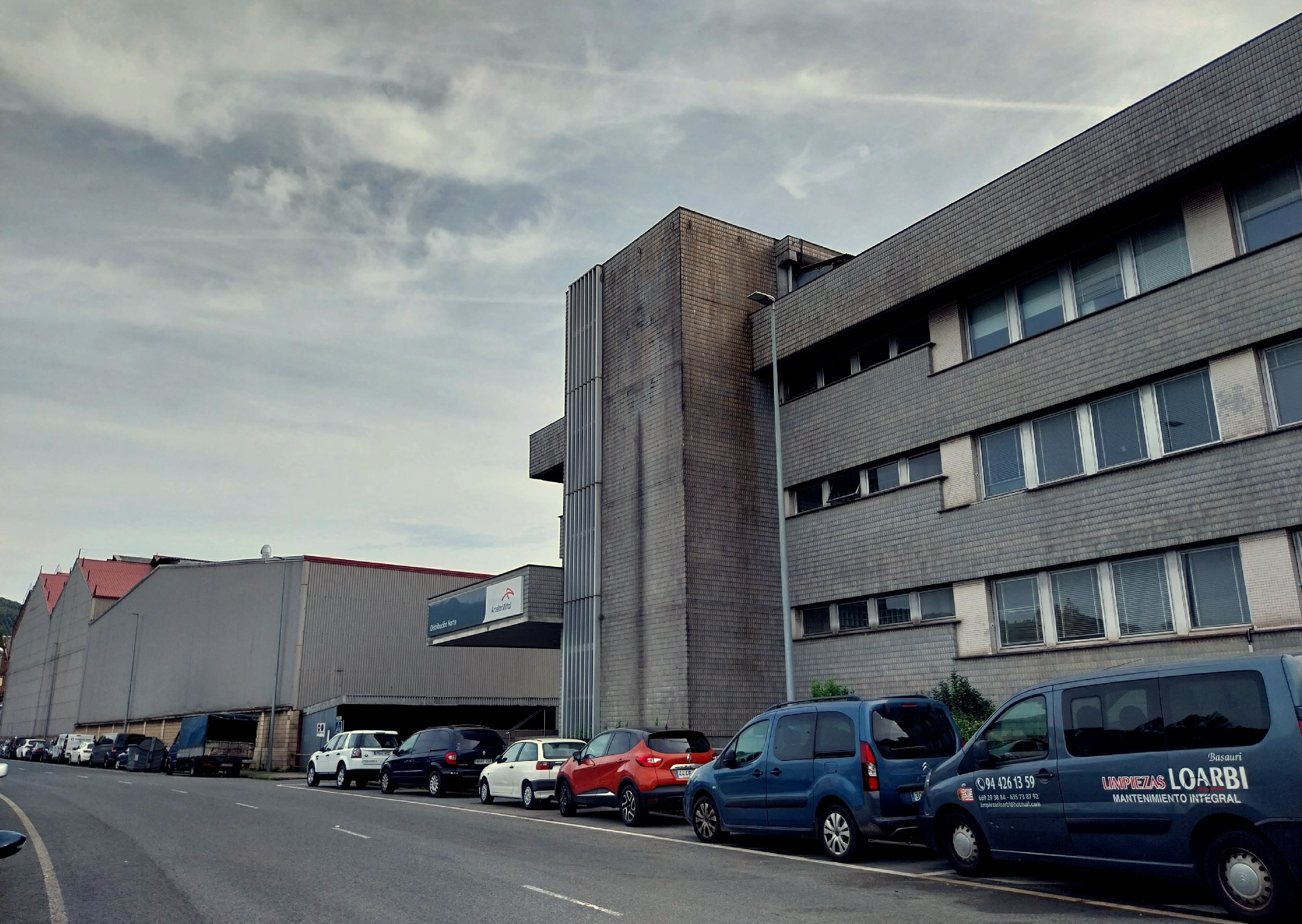
Instalaciones de ArcelorMittal Distribución en Basauri

Hasta la transformación industrial de finales del siglo XIX, Basauri fue una zona netamente agrícola, donde se cultivaba el maíz, y se explotaban los pastos para el ganado mayor y menor, y existían algunos molinos harineros. Posteriormente, y ante la masiva implantación de industrias y viviendas, este sector ha ido retrocediendo progresivamente hasta casi su total desaparición.
Así, a partir de finales del siglo pasado y gracias a su localización cercana a Bilbao, a su área industrial y el papel de encrucijada hacia el valle medio y alto del Nervión e Ibaizábal, se traduce tanto en la llegada de industrias como de grandes volúmenes de población emigrante haciendo de Basauri un municipio principalmente industrial. La industria siderúrgica es una de las más pujantes de Basauri, que es sede de la sociedad Sidenor.
Manteniendo esa condición de población industrial, el sector servicios ha tenido en los últimos años un importante desarrollo, siendo hoy predominante.
La población activa de Basauri la componen 40 324 personas (2022), de las cuales el 12,4 % se encuentran en paro (2022). El PIB per cápita asciende a 28 395 € (2020).

## Símbolos

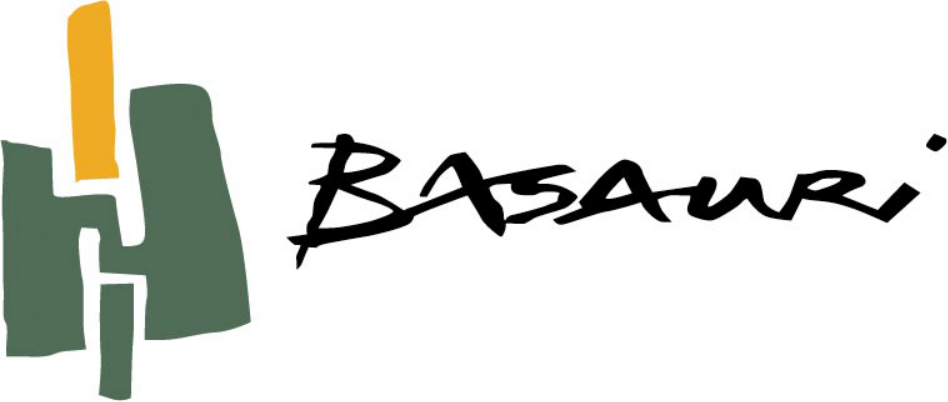
Logotipo oficial

En el año 2001, el Ayuntamiento propuso un concurso para la creación de un símbolo que representase al municipio. La propuesta del artista basauritarra Jesús Lizaso fue la elegida. Este símbolo ha sido utilizado a modo de premio de diversos actos oficiales.
A partir de la escultura de Jesús Lizaso y de los elementos que la componían (las layas, la siderurgia y el puente), y con la necesidad de conseguir un resultado moderno y singular, se diseñó el logotipo actual, una marca identificativa y reconocible incluso fuera del municipio.
Para el uso en la papelería oficial del Ayuntamiento, asociaciones, clubes deportivos y demás instituciones locales, el diseñador Adolfo Lasarte creó el logotipo basado en el símbolo de Jesús Lizaso.

## Administración y política

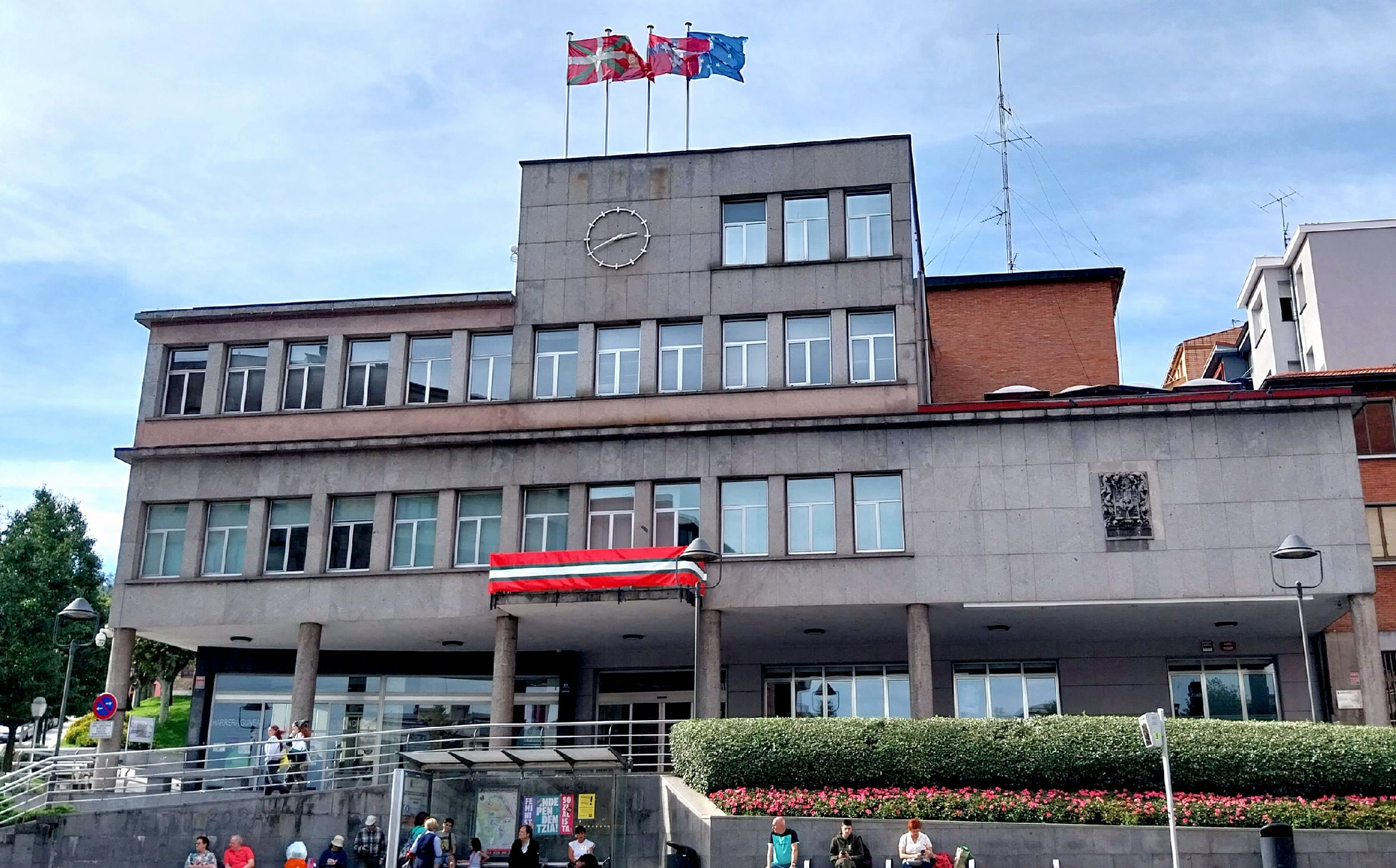
Ayuntamiento de Basauri

### Gobierno municipal
| Periodo   | Nombre                        | Partido | Partido                                                       |
| --------- | ----------------------------- | ------- | ------------------------------------------------------------- |
| 1979-1983 | Federico Bergareche Zurimendi |         | Euzko Alderdi Jeltzalea-Partido Nacionalista Vasco (EAJ-PNV)  |
| 1983-1991 | Carlos Ángel Berrocal Uribe   |         | Partido Socialista de Euskadi-Euskadiko Ezkerra (PSE-EE PSOE) |
| 1991-1999 | Roberto Otxandio Izagirre     |         | Euzko Alderdi Jeltzalea-Partido Nacionalista Vasco (EAJ-PNV)  |
| 1999-2007 | Rafael Ibargüen González      |         | Euzko Alderdi Jeltzalea-Partido Nacionalista Vasco (EAJ-PNV)  |
| 2007-2011 | Loly de Juan de Miguel        |         | Partido Socialista de Euskadi-Euskadiko Ezkerra (PSE-EE PSOE) |
| 2011-2019 | Andoni Busquet Elorrieta      |         | Euzko Alderdi Jeltzalea-Partido Nacionalista Vasco (EAJ-PNV)  |
| 2019-act. | Asier Iragorri Basaguren      |         | Euzko Alderdi Jeltzalea-Partido Nacionalista Vasco (EAJ-PNV)  |

| Partido político                                              | 2023  | 2023  | 2023       | 2019  | 2019  | 2019       | 2015  | 2015  | 2015       | 2011  | 2011  | 2011       | 2007  | 2007  | 2007       |
| Partido político                                              | Votos | %     | Concejales | Votos | %     | Concejales | Votos | %     | Concejales | Votos | %     | Concejales | Votos | %     | Concejales |
| Euzko Alderdi Jeltzalea-Partido Nacionalista Vasco (EAJ-PNV)  | 6958  | 39,14 | 9          | 8928  | 43,12 | 10         | 8324  | 40,65 | 10         | 6904  | 32,23 | 8          | 6238  | 31,35 | 7          |
| Partido Socialista de Euskadi-Euskadiko Ezkerra (PSE-EE PSOE) | 4046  | 22,76 | 5          | 4702  | 22,70 | 5          | 3724  | 18,19 | 4          | 6751  | 31,52 | 7          | 8062  | 40,52 | 9          |
| Euskal Herria Bildu (EH Bildu)-Bildu                          | 3474  | 19,54 | 4          | 2754  | 13,30 | 3          | 2648  | 12,93 | 3          | 3280  | 15,31 | 3          | —     | —     | —          |
| Elkarrekin Podemos (EP)-Ezker Anitza-IU-Basauri Bai           | 1443  | 8,11  | 2          | 2211  | 10,67 | 2          | 2930  | 14,31 | 3          | —     | —     | —          | —     | —     | —          |
| Partido Popular del País Vasco (PP)                           | 1347  | 7,57  | 1          | 1128  | 5,44  | 1          | 1551  | 7,58  | 1          | 2615  | 12,21 | 3          | 2738  | 13,76 | 3          |
| Ezker Batua-Berdeak (EB-B)                                    | —     | —     | —          | —     | —     | —          | 838   | 4,09  | 0          | 912   | 4,26  | 0          | 1652  | 8,30  | 2          |

### Organización territorial
En la actualidad Basauri se encuentra dividido en 28 barrios vecinales, los cuales se integran en los 15 distritos o barrios reconocidos de forma oficial.
| Listado de barrios vecinales de Basauri | Listado de barrios vecinales de Basauri | Listado de barrios vecinales de Basauri | Listado de barrios vecinales de Basauri |
| --------------------------------------- | --------------------------------------- | --------------------------------------- | --------------------------------------- |
| Abaroa                                  | Ariz                                    | Arizgoiti (capital)                     | Atxikorre                               |
| Atxukarro                               | Artunduaga                              | Azbarren                                | Basozelai                               |
| Benta (Arizgain)                        | Bidebieta                               | Bizkotxalde (Beaskoetxealde)            | Errekalde                               |
| Finaga                                  | Ibarguen                                | Ibarre                                  | Kareaga                                 |
| Gastañabaltza                           | Luzarre                                 | Pozokoetxe                              | San Miguel (Elexalde)                   |
| Sarratu                                 | Soloarte                                | Solobarria                              | Ugarte                                  |
| Uribarri                                | Urbi                                    | Uriarte                                 | Zabalandi                               |

| Listado de distritos de Basauri                        | Listado de distritos de Basauri | Listado de distritos de Basauri |
| ------------------------------------------------------ | ------------------------------- | ------------------------------- |
| Ariz                                                   | Arizgoiti                       | Basozelai                       |
| Bentakoiko                                             | Berriotxoa-Soloarte             | Careaga (Kareaga)               |
| El Calero (Kareaga)                                    | Estación (Kareaga Bekoa)        | Hernán Cortés                   |
| Matadero (Gaztañabaltza)                               | Pozokoetxe                      | San Miguel (Elexalde)           |
| San Pedro                                              | Urbi                            | Virgen de Begoña                |
| Su escritura correcta es «Basauri-Nombre del distrito» |                                 |                                 |

## Cultura
- Desde 2005 se celebra anualmente el Festival Internacional de Cine de Animación de Basauri-Bizkaia (Animabasauri-Animabasque), siendo el teatro Social Antzokia sede principal de proyecciones del mismo, junto con otros centros de proyección repartidos por la comarca.
- En 2008 se celebró en Basauri el XXIII Congreso Nacional de Vexilología,[15] organizado por el Ayuntamiento y la Sociedad Española de Vexilología.
- En la serie Qué vida más triste de La Sexta, la localidad de Basauri es el lugar donde se dan todos los hechos de dicha serie. La serie fue creada por Rubén Ontiveros y protagonizada por Borja Pérez y Joseba Caballero.
- Desde 2012 se celebra el festival de música MAZ Basauri, con conciertos en el Social Antzokia, y también gratuitos en la calle. Artistas como Russian Red, Nacho Vegas y Cristina Rosenvinge han sido acogidos por este festival, que en la edición de 2015 recibió al ganador de un Premio Grammy, Mike Farris, cuya actuación fue la única en Europa.

Desde 1973 se celebra anualmente uno de los más antiguos encuentros de música coral de Euskadi, organizado por la Sociedad Coral Basauri bajo el amparo del Ayuntamiento de Basauri, inicialmente denominado «Alarde Basauri para Masas Corales» y en la actualidad «Basauriko Ahots-música Topaketak BAT», en el que han participado los mejores representantes de música coral tanto de Euskal Herria como foráneos. Los conciertos se celebran en los meses de octubre y noviembre en el Social Antzokia y en la Iglesia de San Pedro, siendo una cita muy esperada en el municipio por los amantes de la música, y siempre finalizan con la actuación de la Sociedad Coral Basauri con la obra «Agur Jaunak».

### Fiestas
Las fiestas de San Fausto, en octubre, son las fiestas patronales del municipio.
| Festividad        | Lugar      | Fecha                            | Observaciones          |
| ----------------- | ---------- | -------------------------------- | ---------------------- |
| San Isidro        | Benta      | 15 de mayo                       | -                      |
| San Martín Finaga | Finaga     | 21 de mayo                       | -                      |
| San Juan          | Basozelai  | 24 de junio                      | -                      |
| San Juan          | Pozokoetxe | 24 de junio                      | -                      |
| Virgen Blanca     | Urbi       | 5 de agosto                      | Actualmente suspendida |
| ---               | Kalero     | 1.er fin de semana de septiembre | -                      |
| San Miguel        | San Miguel | 29 de septiembre                 | -                      |
| San Fausto        | Basauri    | 13 de octubre                    | Fiestas patronales     |

Prácticamente, por cada uno de los principales barrios que conforman Basauri, se celebran al año unos días festivos (Benta, El Kalero, San Miguel...). Sin embargo las fiestas más populares de este pueblo son las celebradas en honor a San Fausto (13 de octubre), teniendo a la Escarabillera como amuleto festivo, y el zurracapote como bebida típica, que preparan las dieciséis cuadrillas pertenecientes a Herriko Taldeak, que sirven en porrón a todo aquel que se acerque por sus lonjas. El zurracapote es una bebida parecida a la sangría ya que está elaborada con vino tinto, limón, canela, algún tipo de licor, azúcar y, según cuenta la leyenda, condimentos inconfesables que muchos no querrían saber.
La Escarabillera es un personaje basado en las mujeres y hombres que en Basauri (como en otros tantos municipios) iban, en épocas de mayor necesidad a comienzos del siglo XX, a las vías por donde circulaban los trenes de vapor (en sus cruces de vías) o a las escombreras de las empresas de fundición (La Basconia) en busca del carbón que no se había quemado en su totalidad (llamado escarabilla), que luego utilizaban para cocinar en las antiguas cocinas de hierro fundido. Así mismo, se llegó a utilizar el carbón para asfaltar muchas de las calles y sendas del Basauri de principios de siglo XX. En las fiestas del pueblo, la Escarabillera aparece como personaje endémico del principio hasta el fin de las fiestas, con un momento singular (el último día de las fiestas) cuando agarrada por globos y con un mensaje en varios idiomas se lanza al aire a la espera de que alguien la recupere. La leyenda festiva relata que en muchas ocasiones no se consigue devolverla.

## Cultura

### Patrimonio

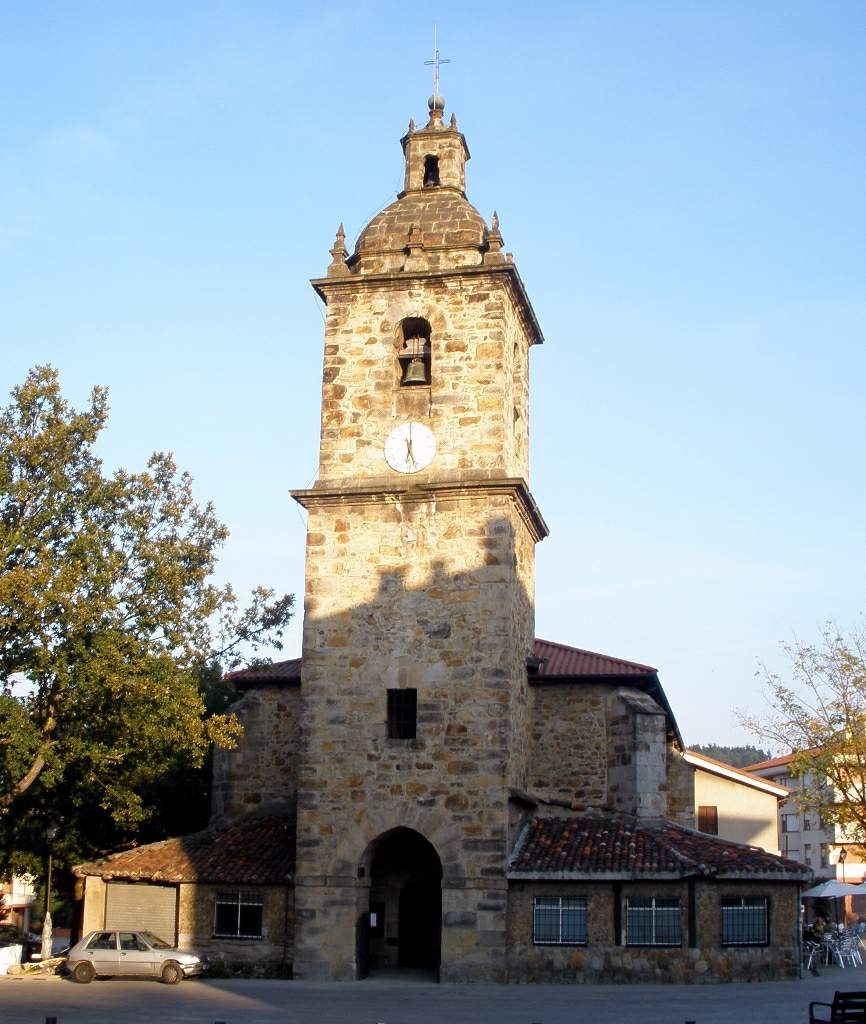
Iglesia de San Miguel Arcángel

En Basauri existen cuatro construcciones que han sido catalogadas como de presunción arqueológica y múltiples construcciones con protección especial, valor o interés arquitectónico y de conservación básica.
- Iglesia de San Miguel Arcángel: En el barrio de Elexalde. Del siglo XVI, de estilo gótico-renacentista con torre-pórtico construida en 1771.[18] La imagen actual del templo es el resultado de la reforma que se realizó en 1970.
- Casa torre de Ariz y ermita de San Fausto Labrador o de Ariz: La torre es un edificio del siglo XVI, un palacio residencial renacentista que conserva la tipología de la casa-torre medieval. La ermita es un proyecto de 1706 y perteneció a la misma familia de la torre. La torre ha sufrido dos proyectos de rehabilitación en los últimos veinte años. El primero en 1984 para consolidar la fábrica de piedra de los muros perimetrales y evitar su ruina. El segundo en 1990 para transformarlo en Casa de Cultura.[19]
- Castro de Malmasin-Finaga: Se trata de un asentamiento fortificado que conserva un lienzo de muro y diversos amontonamientos de piedra arenisca. Posiblemente estuvo habitado también en la Edad Media, ya que existen referencias de 1179 como castillo de Maluecín, perteneciendo al rey castellano Alfonso VIII.[20] En 1937, desde este monte las tropas republicanas aún atacaban desde sus trincheras allí instaladas a los sublevados tras entrar en Basauri, pero pronto lo dejaron ante el avance de las tropas rebeldes por el Pagasarri.

### Reconocimientos
El municipio de Basauri a lo largo de su historia ha recibido múltiples reconocimientos y premios por su labor en las diferentes áreas que gestiona.

### Certificaciones
- ISO 9001:2008 a la calidad de Procesos de gestión tributaria e inspección, recaudación, control de legalidad, gestión de facturas, atención a usuarios del sistema informático y gestión de avisos, quejas y sugerencias del ciudadano (Lloyd's Register Quality Assurance Ltd (LRQA)). Primera emisión en 2001.[21]

### Premios
- Premio Bandera Verde Municipio Responsable (FUCI). Desde 1997.[22]
- Premio a las Mejores Prácticas de Sostenibilidad Local Udalsarea 21 (Ihobe S.A., sociedad pública). 2006.[23]
- Premio a basauri.eus como Mejor web institucional vasca (El Correo) 2010.[24]
- Premio María Moliner (Ministerio de Educación, Cultura y Deporte)[25] en nueve ocasiones, la última en 2011[26]
- Premio Ciudad Europea del Deporte 2024. Concedido por ACES Europe, asociación sin ánimo de lucro con sede en Bruselas reconocida por la Comisión Europea. [27]

## Ciudades hermanadas
Hasta la fecha el municipio no ha oficializado lazos de hermanamiento con ningún otro municipio. Desde el Ayuntamiento contactaron en 2008 con el municipio de Córdoba alegando que el patrón, San Fausto, era originario de la ciudad andaluza. Actualmente no se conoce públicamente una respuesta.